# Wild Hogs
Wild Hogs er en amerikansk komediefilm fra 2007 instrueret af Walt Becker. Filmen har John Travolta, Tim Allen, William H. Macy og Martin Lawrence i hovedrollerne.

## Medvirkende
- Tim Allen – Doug Madsen
- John Travolta – Woody Stevens
- Martin Lawrence – Bobby Davis
- William H. Macy – Dudley Frank
- Ray Liotta – Jack
- Marisa Tomei – Maggie
- Kevin Durand – Red
- M. C. Gainey – Murdock
- Jill Hennessy – Kelly Madsen
- Dominic Janes – Billy Madsen
- Tichina Arnold – Karen Davis
- Stephen Tobolowsky – Charley
- Jason Sklar – Vicesherif Earl Dooble
- Randy Sklar – Vicesherif Buck Dooble
- Drew Sidora – Haley Davis
- Cymfenee – Claire Davis
- Margaret Travolta – Dana
- Victor Izay – Mr. Putnam
- Paul Teutul, Sr. – sig selv
- Paul Teutul, Jr. – sig selv
- Michael Hitchcock – Kent
- Drew Pinsky – Doktor
- John C. McGinley – bøsse politibetjent
- Cynthia Frost – Mrs. Putnam
- Stephanie Skewes – Selma
- Kyle Gass – Kyle
- Shane Baumel – Toby
- Peter Fonda – Damien Blade
- Ty Pennington – sig selv
- Dill Winston – Michael

## Ekstern henvisning
- Wild Hogs på Internet Movie Database (engelsk)
- Wild Hogs på Filmdatabasen
- Wild Hogs på Scope
- Wild Hogs i Svensk Filmdatabas (svensk)
- Wild Hogs på AlloCiné (fransk)
- Wild Hogs på MovieMeter (nederlandsk)
- Wild Hogs på AllMovie (engelsk)
- Wild Hogs hos American Film Institute (engelsk)
- Wild Hogs på Turner Classic Movies (engelsk)
- Wild Hogs på The Movie Database (engelsk)